# Trường đua TT Assen
Trường đua TT Assen (tiếng Hà Lan TT Circuit Assen) là một trường đua xe chuyên dụng nằm thành phố Assen, Hà Lan. Trường đua hiện đang đăng cai chặng đua TT Assen của giải đua MotoGP.

## Lịch sử
Giống như các trường đua 'cổ điển' khác, ban đầu Assen là một trường đua đường phố có chiều dài lên tới 28.5km. Các cuộc đua bắt đầu được tổ chức từ năm 1926. Đến năm 1955, trường đua được cải tạo lớn, chiều dài chỉ còn khoảng 7km. Và nó tiếp tục được cải tạo nhiều lần nữa cho đến năm 2010. 
Hiện trường đua sử dụng hai kiểu đường đua mô tô và ô tô. Nói chung là hai kiểu đường gần giống nhau có chiều dài khoảng 4.5km.
Assen tổ chức chặng đua MotoGP từ mùa giải đầu tiên và cho đến nay đây là trường đua tổ chức nhiều chặng đua MotoGP nhất (chỉ một lần không tổ chức vào năm 2020 do ảnh hưởng của đại dịch COVID-19). Do đó trường đua này được mệnh danh là Thánh đường tốc độ (Cathedral of Speed).
Một số chặng đua đáng nhớ:
Năm 2016, cuộc đua thể thức MotoGP có mưa lớn, Jack Miller bất ngờ giành chiến thắng.
Năm 2017: Valentino Rossi giành chiến thắng, đây là chiến thắng cuối cùng của Rossi (tính đến hết năm 2020)

## Các kỷ lục vòng chạy
Các kỷ lục vòng chạy nhanh nhất của các giải đua được tổ chức ở trường đua TT Assen:
| Giải đua                                   | Thời gian                                 | Tay đua                                   | Xe                                        | Sự kiện                                   | Kiểu đường                                |
| Kiểu đường Motorcycle 4.542 km (2010–nay)  | Kiểu đường Motorcycle 4.542 km (2010–nay) | Kiểu đường Motorcycle 4.542 km (2010–nay) | Kiểu đường Motorcycle 4.542 km (2010–nay) | Kiểu đường Motorcycle 4.542 km (2010–nay) | Kiểu đường Motorcycle 4.542 km (2010–nay) |
| ------------------------------------------ | ----------------------------------------- | ----------------------------------------- | ----------------------------------------- | ----------------------------------------- | ----------------------------------------- |
| MotoGP                                     | 1:32.869                                  | Fabio Quartararo                          | Yamaha YZR-M1                             | 2021 Dutch TT                             |                                           |
| World SBK                                  | 1:34.564                                  | Álvaro Bautista                           | Ducati Panigale V4 R                      | 2019 Assen World SBK round                |                                           |
| Moto2                                      | 1:36.690                                  | Raúl Fernández                            | Kalex Moto2                               | 2021 Dutch TT                             |                                           |
| World SSP                                  | 1:37.688                                  | Dominique Aegerter                        | Yamaha YZF-R6                             | 2021 Assen World SSP round                |                                           |
| Moto3                                      | 1:41.618                                  | Pedro Acosta                              | KTM RC250GP                               | 2021 Dutch TT                             |                                           |
| MotoE                                      | 1:43.184                                  | Eric Granado                              | Energica Ego                              | 2021 Dutch TT                             |                                           |
| Supersport 300                             | 1:49.055                                  | Koen Meuffels                             | Kawasaki Ninja 400                        | 2021 Assen Supersport 300 round           |                                           |
| Kiểu đường Grand Prix 4.555 km (2006–nay)  |                                           |                                           |                                           |                                           |                                           |
| BOSS GP                                    | 1:18.298                                  | Ingo Gerstl                               | Toro Rosso STR1                           | 2018 Assen BOSS GP Series round           |                                           |
| Champ Car                                  | 1:20.727                                  | Dan Clarke                                | Panoz DP01                                | 2007 Bavaria Champ Car Grand Prix         |                                           |
| Superleague Formula                        | 1:23.547                                  | Yelmer Buurman                            | Panoz DP09                                | 2010 Assen Superleague Formula round      |                                           |
| DTM                                        | 1:26.123                                  | Fabio Scherer                             | Audi RS5 Turbo DTM 2020                   | 2020 Assen DTM round                      |                                           |
| FA1                                        | 1:26.831                                  | Dani Clos                                 | Lola B05/52                               | 2014 Acceleration in Assen                |                                           |
| W Series                                   | 1:35.384                                  | Emma Kimiläinen                           | Tatuus F.3 T-318                          | 2019 W Series Assen round                 |                                           |
| MotoGP                                     | 1:36.558                                  | Valentino Rossi                           | Yamaha YZR-M1                             | 2009 Dutch TT                             |                                           |
| World SBK                                  | 1:38.680                                  | Noriyuki Haga                             | Ducati 1098R                              | 2009 Assen World SBK round                |                                           |
| 250cc                                      | 1:40.340                                  | Álvaro Bautista                           | Aprilia RSA 250                           | 2008 Dutch TT                             |                                           |
| World SSP                                  | 1:40.836                                  | Cal Crutchlow                             | Yamaha YZF-R6                             | 2009 Assen World SSP round                |                                           |
| 125cc                                      | 1:45.098                                  | Sergio Gadea                              | Aprilia RS125R                            | 2006 Dutch TT                             |                                           |
| TCR Touring Car                            | 1:45.592                                  | Attila Tassi                              | Honda Civic Type R TCR (FK8)              | 2018 Assen TCR Europe round               |                                           |
| Kiểu đường Grand Prix 5.997 km (2005)      |                                           |                                           |                                           |                                           |                                           |
| MotoGP                                     | 2:00.991                                  | Valentino Rossi                           | Yamaha YZR-M1                             | 2005 Dutch TT                             |                                           |
| World SBK                                  | 2:04.685                                  | Chris Vermeulen                           | Honda CBR1000RR                           | 2005 Assen World SBK round                |                                           |
| 250cc                                      | 2:05.191                                  | Sebastián Porto                           | Aprilia RSV 250                           | 2005 Dutch TT                             |                                           |
| World SSP                                  | 2:08.865                                  | Katsuaki Fujiwara                         | Honda CBR600RR                            | 2005 Assen World SSP round                |                                           |
| 125cc                                      | 2:13.536                                  | Héctor Faubel                             | Aprilia RS125R                            | 2005 Dutch TT                             |                                           |
| Kiểu đường Grand Prix 6.027 km (2002-2004) |                                           |                                           |                                           |                                           |                                           |
| MotoGP                                     | 1:59.472                                  | Valentino Rossi                           | Yamaha YZR-M1                             | 2004 Dutch TT                             |                                           |
| World SBK                                  | 2:02.395                                  | Colin Edwards                             | Honda VTR1000SP2                          | 2002 Assen World SBK round                |                                           |
| 250cc                                      | 2:03.469                                  | Dani Pedrosa                              | Honda RS250R                              | 2004 Dutch TT                             |                                           |
| World SSP                                  | 2:06.922                                  | Katsuaki Fujiwara                         | Suzuki GSX600R                            | 2003 Assen World SSP round                |                                           |
| 125cc                                      | 2:10.123                                  | Jorge Lorenzo                             | Derbi RSA 125                             | 2004 Dutch TT                             |                                           |
| Kiểu đường Grand Prix 6.049 km (1984-2001) |                                           |                                           |                                           |                                           |                                           |
| 500cc                                      | 2:02.471                                  | Tadayuki Okada                            | Honda NSR500                              | 1999 Dutch TT                             |                                           |
| World SBK                                  | 2:03.914                                  | Carl Fogarty                              | Ducati 996 RS                             | 1999 Assen World SBK round                |                                           |
| 250cc                                      | 2:05.696                                  | Valentino Rossi                           | Aprilia RSV 250                           | 1999 Dutch TT                             |                                           |
| World SSP                                  | 2:09.581                                  | Kevin Curtain                             | Honda CBR600F4i                           | 2001 Assen World SSP round                |                                           |
| 125cc                                      | 2:13.225                                  | Noboru Ueda                               | Honda RS125R                              | 1999 Dutch TT                             |                                           |